# Шъ Джънли
Шъ Джънли (на китайски: 石正丽, на пинин: Shí Zhènglì) е китайска вирусоложка, известна с изследванията си на коронавирусите, свързани с тежкия остър респираторен синдром (ТОРС). От 2011 година тя оглавява Центъра за възникващи инфекциозни болести в Уханския институт по вирусология. Получава международна известност с откритията си на вероятния произход на вируса на ТОРС от конкретна популация подковоноси прилепи в провинция Юннан.

## Биография
Шъ Джънли е родена на 26 май 1964 година в окръг Сися в провинция Хънан. През 1987 година завършва Уханския университет с бакалавърска степен по генетика, а през 1990 година получава магистърска степен по вирусология от Уханския институт по вирусология. Започва работо в Института, а през 1996 – 2000 година подготвя докторат по вирусология в Университета „Монпелие-II“ в Монпелие, Франция.
След епидемията от ТОРС през 2002 – 2004 година Шъ изследва произхода на причиняващите болестта коронавируси и през 2005 година екипът ѝ установява че естественият им източник са прилепите. През 2008 година изучава свързването на шипчестите протеини на естествени и химерни вируси от типа на ТОРС коронавирусите с рецепторите на ангиотензин конвертиращия ензим 2 в клетки на хора, вивери и подковоноси прилепи, за да определи механизма, по който ТОРС би могъл да се пренесе към хората. През 2011 година оглавява Центъра за възникващи инфекциозни болести в Уханския институт по вирусология. През 2015 година тя е съавтор на статия, заедно с американски вирусолози, която показва, че ТОРС би могъл да се появи отново от коронавируси, циркулиращи в дивите популации прилепи.
По това време Шъ Джънли и Цуей Дзие ръководят екип, който взима проби от хиляди подковоноси прилепи от различни части на Китай. През 2017 година те публикуват наблюденията си, показващи, че всички генетични компоненти на коронавируса на ТОРС са налични в ограничена популация от прилепи в етническата околия Сиян И в Юннан. Макар при никой прилеп да не се наблюдава точният щам на вируса, предизвикал епидемията от 2002 – 2004 година, генетичният анализ показва, че различните щамове често се смесват, което показва, че човешкият вариант вероятно е възникнал от съчетаването на щамове, налични в популацията на прилепите. През март 2019 година Шъ публикува статия, в която предупреждава за голямата вероятност за нови епидемии в Китай, предизвикани от произлизащи от прилепи коронавируси от типа на тези, предизвикващи ТОРС и близкоизточния респираторен синдром.
По време на пандемия от COVID-19 Шъ Джънли е част от експертна група, изучаваща вируса SARS-CoV-2. В статия от февруари 2020 година екипът ѝ показва, че вирусът е от същата група като този на ТОРС и че 96,2% от генома му съвпадат с най-близкия известен коронавирус RaTG13. По същото време екипът ѝ публикува статия, според която препаратите ремдесивир и хлорокин забавят развитието на вируса в лабораторни условия, и кандидатстват за китайски патент за лекарството, което ги въвлича в спор с американската фармацевтична компания „Гилиъд Сайънсис“, която също се опитва да го патентова.